# Turist
|  | Sammenskrivningsforslag Artiklen Turist er foreslået føjet ind i Turisme. (Siden januar 2017) Diskutér forslaget |

|  | Turist er også navnet på et album fra Christian Brøns, se Turist (album) |
Turist er en person som udøver turisme. En turist er altså en person, der besøger et sted fjernt fra sin dagligdagssfære for sin fornøjelses skyld; en definition, der således også i vid udstrækning omfatter en rejsende.
Men det kan være svært at definere, hvornår man er på tur eller på rejse, og hvornår man er turist eller rejsende. Derfor findes flere definitioner, deriblandt de mere objektive, som anvendes i statistikker og lignende steder, hvor det ofte har været en forudsætning, at man har været væk i mere end 24 timer. Derudover er der mere subjektive definitioner, hvor mange individuelle rejsende på specielt længere rejser ikke ønsker at definere sig selv som turister, men derimod som rejsende.
Blandt de specialkategorier man kan underopdele turister eller rejsende i er bl.a.:
- Charterturister
- Pilgrimsturister
- Medicinske turister
- Trekkingturister og vandrere
- Backpackere (rygsæksrejsende)
- Historisk interesserede turister
- Festturister